# Wolfgang Pfeifer (Önologe)
Wolfgang Pfeifer (* 1952; † 4. Februar 2020) war ein deutscher Önologe.
Pfeifer, selbst von 1970 bis 1973 Student an der Ingenieurschule in Geisenheim und der Fachhochschule Wiesbaden, Fachbereich Geisenheim, mit Abschluss als Dipl.-Ing., unterrichtete bis zu seiner Pensionierung im Januar 2018 37 Jahre lang  am Fachbereich Geisenheim der Fachhochschule Wiesbaden und Hochschule RheinMain, ab 2013 Hochschule Geisenheim, die Fächer Sensorik und Kellertechnik und forschte am Institut für Oenologie der Hochschule Geisenheim. Pfeifer war Mitglied des Bund Deutscher Oenologen und von 1983 bis 1998 Geschäftsführer der Vereinigung Ehemaliger Geisenheimer, dem Alumniverband der Hochschule Geisenheim.
Er galt als Experte für die handwerkliche Wein- und Sektbereitung wie der Flaschengärung. Pfeifer war Initiator des Geisenheimer Sektprojekts was maßgeblich zum deutschen Sekt-Wunder des letzten Jahrzehnts beigetragen hat.
Pfeifer beschäftigte sich mit den biochemischen und physikalischen Grundlagen der Weinherstellung und Geschmacksverbesserung und wurde in der Presse als Experte zu Fragen des Weinbaus hinzugezogen.
Er war Dozent sowie Wegbegleiter und Mentor vieler ehemaliger Studenten seines Fachbereiches und wurde in der Tageszeitung Wiesbadener Kurier "Geisenheimer Sektguru" genannt.

## Schriften
- mit Johann Seckler, Fritz Zürn: Verfahren zur Weinbereitung ohne Zusatz von schwefliger Säure. In: Weinwissenschaft. 45, Nr. 4, 1990, S. 85–90.
- mit Frank Will, Helmut Dietrich: Die Bedeutung der Kolloide für die Qualität des Weines. In: Weinwissenschaft. 46, Nr. 4, 1991, S. 78–84.
- mit Werner Diehl: Der Einfluss verschiedener Weinausbaumethoden und -behälter auf die Sauerstoffabbindefähigkeit von Weinen unter besonderer Berücksichtigung der Barriqueweinbereitung. In: Weinwissenschaft. 50, Nr. 3, 1995, S. 77–86.
- mit Christa Hanten, Randolf Kauer, David Schwarzwälder, Wolfgang Thomann; redaktionelle Leitung Eckhard Supp: Der Brockhaus Wein. Internationale Anbaugebiete, Rebsorten und Fachbegriffe. Brockhaus, 2005. 2. Auflage 2008, ISBN 978-3-76530-281-7.[14][15]
- mit Carlo Manfred Bermes, Konrad Bernath, Thomas Flüeler, Tilo Hühn: Massnahmen zur Erhöhung der Mercapto-hexanol-Vorstufen. In: Der Deutsche Weinbau. 13, 2011, S. 12–16.
- mit Cordula Junker, Thorsten Ochocki, Doris Rauhut, Manfred Grossmann, Christian von Wallbrunn: Microbiological Problems and Off-Flavors during Storage and Aging of Wine in Barrels. In: American Journal of Enology and Viticulture. Nr. 63, 2012, S. 454A.
- mit Achim Rosch, Michael Lipps, Christopher Lentes: Filtrationsprobleme bei Botrytisweinen: Wirkungsspektrum von Filtrationsenzymen. In: Das Deutsche Weinmagazin. Heft 14, 2015, S. 26 ff.
- mit Achim Rosch, Christopher Lentes: Filtrationsprobleme vermeiden. In: Wein&Obstbauprofi. SPV, 2018, S. 9–11.